# Aualé
L'aualé és un joc amb adversari que es juga amb quaranta-vuit fitxes, anomenades llavors, en un tauler rectangular format per dues fileres de sis forats cadascuna. Pertany a la família dels jocs de mancala, altrament dits de compte-i-captura per la peculiaritat del desenvolupament d'una partida, consistent en la distribució de les fitxes del joc pel tauler i la posterior supressió de les mateixes del tauler quan es compleixen un seguit de condicions determinades.
Cal destacar que a diferència d'altres jocs de tauler similars, les fitxes de l'aualé no pertanyen a cap dels jugadors. Cadascun dels dos adversaris controla en canvi una part del tauler de joc —ja sigui la filera inferior de forats o bé la superior— des de la qual els jugadors prenen les llavors i posteriorment les dipositen, una per una, en els altres forats del tauler; amb independència de quin sigui el jugador que en té el control.
Es juga tradicionalment al nord del golf de Guinea, des del Camerun fins al Senegal, amb petites variants locals. També es juga a les Antilles, on va ser portat pels africans que hi van anar a parar com a esclaus provinents d'aquestes mateixes zones. Se'n fan campionats habitualment a Antigua i Barbuda, Ghana, Anglaterra, França, Nigèria i Catalunya.

## Etimologia
Degut a la gran varietat lingüística dels llocs on es juga, se'l pot trobar anomenat de moltes i diferents maneres: 
adi, aji, awari, awalé, awèlé, awere, ayo, ayoayo, dagboprou, dagh, érhérhé kale, ichwe, igori, kale, ma, ogori, oura, oure ngon, oware, shayo, urin, walu, wari, warri, wolo, wora, woro
En moltes s'hi poden reconèixer les mateixes arrels, i en altres apreciem simples transcripcions diferents, tipus wolo i woro o adi, adji i aji. En els països anglosaxons se'l sol conèixer com a wari, awari, warri o oware. En canvi, als francòfons, com a awélé o awalé. En català, donat que als Països Catalans n'han arribat taulers majoritàriament a través de comerç amb l'Àfrica francòfona, s'hi ha adoptat la forma d'aualé.

## Reglament de l'aualé abapa
Existeixen diverses variants de l'aualé, cadascuna amb un conjunt de normes pròpies. A la variant d'aualé estudiada més habitualment en el camp de la intel·ligència artificial se l'acostuma a denominar awari, mentre que a la variant tradicional d'aualé escollida per als campionats internacionals i considerada la més difícil se l'anomena comunament aualé abapa o simplement abapa —en llengua àkan, literalment «la pedra bona».

### Equipament i disposició inicial
Per a jugar a l'aualé abapa és necessari un tauler i quaranta-vuit fitxes, anomenades llavors. Habitualment el tauler estarà compost per dues fileres de sis forats cadascuna, situades l'una al davant de l'altra. Dos forats més grans a cada banda del tauler serveixen per a desar-hi les llavors que els jugadors van capturant durant la partida. Es diu que la filera inferior pertany al jugador que mou primer, anomenat sud, i la filera superior al segon jugador o nord.

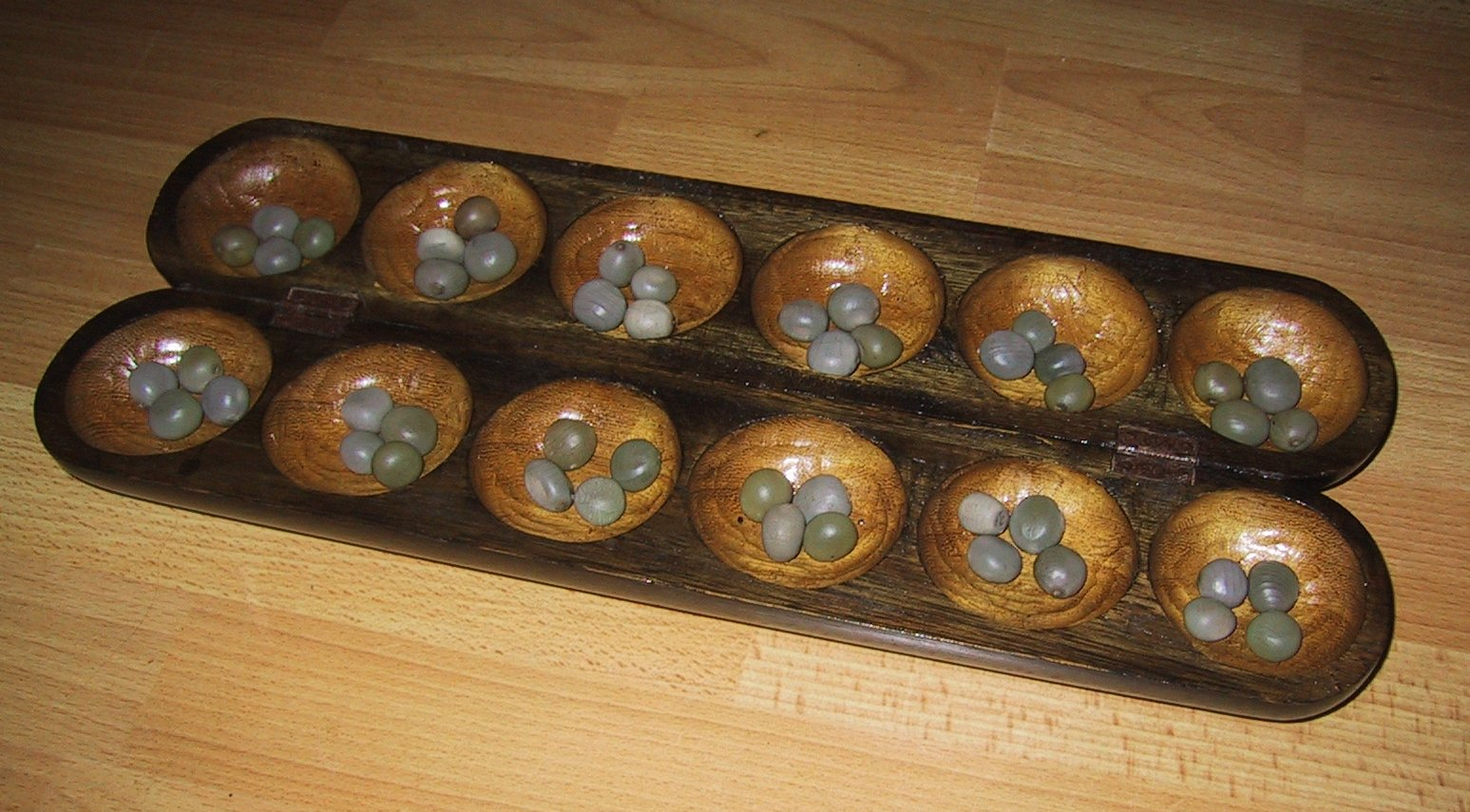
Un tauler d'aualé amb les fitxes disposades en la posició inicial.

En la posició inicial, cadascun dels forats, excepte els dos més grans (forats de captura), conté exactament quatre llavors. En aquesta posició el jugador sud farà el seu primer moviment, seguit d'un moviment del jugador nord i així alternativament fins que la partida s'acabi.

### Objectiu del joc
La finalitat del joc consisteix a recollir el màxim de llavors possible. Per a fer-ho els jugadors fan moviments en torns alternatius fins que algun d'ells ha recollit més de 24 llavors. Guanya la partida aquell jugador que en finalitzar el joc ha recollit més llavors que l'adversari. També es pot donar el cas que en acabar ambdós jugadors hagin recollit el mateix nombre de llavors. En aquest supòsit cap dels jugadors guanya la partida i es diu que ha acabat en empat.

### Desenvolupament d'una partida
Cada moviment del joc es fa en tres fases: la recol·lecció, la sembra i la captura. Durant la sembra el jugador distribueix les llavors recollides al llarg del tauler i en la captura el jugador arreplega, quan li és possible, les llavors que es troben als forats de l'adversari.

#### Recol·lecció
En la primera fase d'un moviment el jugador a qui toca moure escull un dels forats que li pertanyen i n'agafa totes les llavors, deixant aquell forat buit. Posteriorment, aquestes llavors es repartiran pel tauler en la fase de sembra.
El jugador pot recollir les llavors de qualsevol dels forats que li pertanyen si aquest conté una o més llavors, només amb l'excepció que després de fer un moviment el seu adversari ha de poder jugar. No seran legals doncs aquells moviments que deixin els forats del rival sense llavors.

#### Sembra
Durant la sembra, el jugador reparteix pel tauler, en sentit antihorari, les llavors recollides en la primera fase; deixant una llavor a cada forat propi i del jugador contrari fins que les ha distribuït totes. El jugador no sembrarà mai llavors en els forats de captura.
En finalitzar la sembra el forat del qual el jugador ha recollit les llavors estarà buit. Es pot donar el cas que el jugador sembri dotze o més llavors. Quan això passi el jugador les sembrarà donant una o més voltes al tauler, deixant a cada volta una llavor a cadascun dels forats però exceptuant sempre el forat del qual s'han recollit.

Procés de sembra en l'aualé: El jugador sud sembra 4 llavors que ha recollit del 5è forat, repartint-les pel tauler d'una en una i en sentit antihorari.

#### Captura
Si en finalitzar la sembra l'última llavor s'ha deixat en un dels forats que pertanyen a l'adversari i després de deixar-hi la llavor aquest forat conté exactament dues o tres llavors, el jugador
les capturarà. Agafant-ne totes les llavors i dipositant-les al seu forat de captures.
Si després de capturar les llavors d'un forat resulta que el forat immediatament a la seva dreta també conté dues o tres llavors, el jugador també capturarà les llavors d'aquell forat. La captura continuarà successivament fins que el jugador ja no pugui capturar més llavors, tenint en compte que els jugadors només poden capturar llavors que es trobin en forats del seu adversari, mai dels seus forats propis.
Un jugador no pot capturar mai totes les llavors de l'adversari. Si el jugador fa un moviment que després de les captures deixaria tots els forats de l'adversari buits, aquell jugador farà la sembra normalment però no capturarà cap llavor.

Procés de captura en l'aualé: Després de sembrar les tres llavors recollides del cinquè forat (F) el jugador sud capturarà 5 llavors dels forats b i c. Si després el jugador nord sembrés en el seu torn des del forat d, aquest podria capturar 6 llavors (dels forats B i A).

### Finalització del joc
Normalment el joc s'acaba quan un dels jugadors ha capturat més de 24 llavors o quan tots dos n'han capturat 24. També pot succeir que en el torn d'un jugador aquest no pugui fer cap moviment legal, en aquest supòsit, cada jugador capturarà les llavors que es trobin en els forats del seu costat del tauler i el joc s'acaba.
Una situació especial és quan el joc entra en un cicle, de forma que les mateixes posicions i moviments s'anirien repetint indefinidament. Si això succeeix, els jugadors poden acordar finalitzar la partida i cada jugador capturarà les llavors que es trobin al seu costat del tauler.

## Estratègia i tàctica
L'estratègia bàsica de l'aualé consisteix a moure les fitxes de tal manera que s'obtinguin posicions favorables per al jugador. És a dir, s'intentarà obtenir una disposició de les fitxes en el tauler que faci possible capturar més llavors que el rival en moviments posteriors. Per això és important minimitzar el nombre de forats que contenen menys de tres llavors en la filera pròpia, ja que això disminuirà les possibilitats que té el rival de capturar-ne les fitxes. Alhora es voldrà maximitzar aquesta variable en els forats de l'oponent, de manera que la probabilitat de capturar-ne les llavors sigui més alta.
Una altra estratègia molt coneguda del joc consisteix a acumular un gran nombre de llavors en algun dels forats propis. S'anomena kroo a un forat que conté dotze o més llavors. Acumular llavors en grups grans, de forma que es puguin sembrar posteriorment donant una o més voltes al tauler, fa possible que en un únic moviment un jugador pugui capturar sovint un nombre molt elevat de llavors (fins a quinze a l'aualé abapa). Permetre que el rival faci una captura d'aquest tipus és per tant un error estratègic normalment irrecuperable.

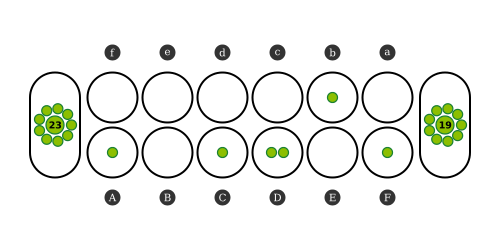
Problema d'aualé abapa: En aquesta posició de final de partida, el jugador sud —al qual toca moure— aconsegueix guanyar emprant diferents tàctiques. La solució al problema és: 1. F! b 2. D a 3. E b 4. C c 5. A e 6. D d 7. B f 8. C e 9. A f 10. F b 11. E a 12. D c 13. B d 14. C e 15. A b 16. B c 17. D d 18. C f 19. E e 20. A f 21. D a 22. F+2 a 23. B b 24. C c 25. A d 26. B e 27. C f (sud captura les llavors restants) 25-23

El joc admet també un bon nombre de tàctiques enfocades a aconseguir els objectius estratègics, com poden ser:
- Atacar simultàniament dos o més forats del rival; de tal manera que l'adversari no pugui evitar la posterior captura de llavors.
- Acaparar llavors en els forats pròpis i sembrar-les en el terreny del rival en petites quantitats. Forçant així que l'adversari es vegi obligat a fer moviments que no li són favorables.
- Guanyar temps és una tàctica important a l'aualé consistent a forçar l'oponent a subministrar-te llavors per aconseguir un avantatge estratègic.

## Solució de l'aualé
L'any 2002, Romein i Bal publicaren la solució d'una variant artificial del joc, que en el marc de la intel·ligència artificial s'anomena habitualment awari, com a part d'un estudi sobre computació distribuïda en paral·lel. L'algorisme d'anàlisi retrògrad distribuït que va possibilitar la solució —una base de dades de totes les posicions possibles i el seu resultat final— fou descrit en detall per Bal i Allis (1995) i també Lincke (2002). El reglament usat per a la solució presentada tanmateix difereix del que és més habitual entre els jugadors d'aualé. Es pot dir que la normativa usual és la de la variant anomenada abapa, que presenta algunes dissimilituds amb el joc solucionat.
- Abapa restringeix la possibilitat de captura en aquells moviments que podrien deixar l'adversari sense llavors. Awari no presenta aquesta restricció, de forma que una partida pot finalitzar abruptament amb la captura de totes les llavors restants.

- La diferència més important es troba però en el tractament dels cicles. Mentre que en la variant solucionada quan es produeix un cicle les llavors restants al tauler es reparteixen en parts iguals, en el joc abapa aquest repartiment rarament és equitatiu: per acord mutu, els jugadors capturen les llavors que queden en els seus costats respectius del tauler.

La importància d'aquesta darrera norma radica en l'avaluació que l'algorisme d'anàlisi retrògrad usat per Romein i Bal fa de les repeticions de posicions. En el cas d'awari implica que el repartiment de llavors no afecta el resultat final si es produeix un cicle, mentre que per a abapa, el resultat depèn del node en el qual es produeix el cicle i, consegüentment, del camí seguit per arribar-hi. Això a la pràctica significa que una mateixa posició a la variant abapa pot tenir un guanyador o un altre depenent de quin fos el darrer moviment de la partida en el qual s'ha realitzat una captura.
Tot i que existeixen altres diferències menors que afecten el repartiment de llavors en posicions terminals, les dues normatives destacades són les que resulten més rellevants per a la resolució de la variant abapa. De les normes en deriva, d'una banda, un espai d'estats efectiu major per a abapa respecte a awari i, d'altra banda, que la solució presentada per aquest darrer no es pugui aplicar fàcilment a la variant abapa. Fins al punt que alguns autors han especulat amb la impossibilitat de resolució del joc.